# Alfiero
Alfiero  è un nome proprio di persona italiano maschile.

## Varianti
- Maschili: Alferio[1][2], Alfiere[1], Alfero[1], Alfieri[1][2]
  - Alterati: Alfierino[1], Alferino[1], Olferino[1]
- Femminili: Alfiera[1][2], Alferia[1][2]
  - Alterati: Alfierina[1]

## Origine e diffusione
Deriva da un nome germanico di tradizione francone, giunto in Italia a partire dal IX secolo nelle forme latinizzate Adalferius e Adelferius; la forma italiana attuale deriva da Alferius, una forma sincopata di questo nome. Etimologicamente, Adalferius è composto dai termini germanici athala (o adal, "nobiltà") e faraz ("che guida", "che conduce"), con il possibile significato complessivo di "nobile capo" o "capo eletto per la sua nobiltà".
In Italia, dove è attestato prevalentemente nel Centro-Nord, potrebbe essere diffuso in parte grazie al culto di sant'Alferio; la variante "Alfieri", ormai rara e datata, ha invece origini più recenti e riprende, con matrice ideologica in riferimento ai suoi ideali di libertà, giustizia e indipendenza, il cognome del letterato Vittorio Alfieri.

## Onomastico
L'onomastico viene festeggiato il 12 aprile in ricordo di sant'Alferio Pappacarbona (o Alfiero), fondatore e primo abate della badia di Cava.

## Persone

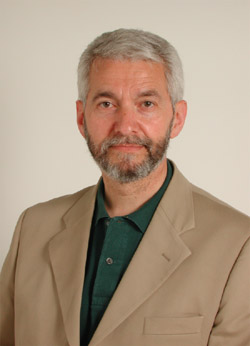
Alfiero Grandi

Alfieri Maserati

- Alfiero Agostinelli, calciatore italiano
- Alfiero Alfieri, attore italiano
- Alfiero Grandi, politico e sindacalista italiano
- Alfiero Mezzetti, aviatore e militare italiano
- Alfiero Toppetti, attore italiano
- Alfiero Vincenti, attore italiano

### Variante Alferio
- Alferio de Alferis, vescovo cattolico italiano
- Alferio Cubi, calciatore e allenatore di calcio italiano
- Alferio Pappacarbone, abate e santo italiano

### Variante Alfieri
- Alfieri Maserati, pilota automobilistico e imprenditore italiano
- Alfieri Sacchetti, calciatore italiano